# Agyhártyák

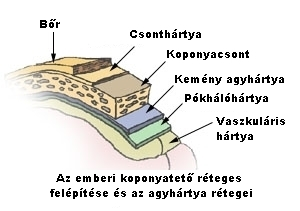

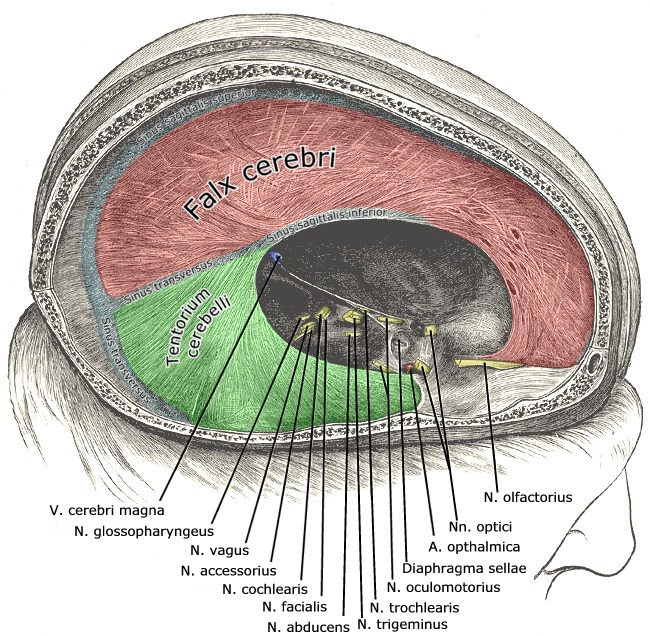
Dura mater.

A központi idegrendszer burkai, az agyhártyák (meninx, meninges) körülveszik, védik és izolálják – mind mechanikusan, mind kémiai és mikrobiális károsító tényezőkkel szemben – a központi idegrendszer részeit. Emellett védik a központi idegrendszerből eredő idegek kezdeti szakaszát és összekapcsolódnak a környéki idegek kötőszövetes hüvelyeivel. Alapvető szerepük van a központi idegrendszer ereinek védelmében és a vénás öblök kialakításában. Képződményeik biztosítják az agy-gerincvelői folyadék termelődését, keringését és felszívódását, és ezen keresztül a koponyaűri nyomás szabályozását. A koponyaűri vérzéseket (elhelyezkedésüket és következményeiket) szintén jórészt (kiterjedésük mellett) az agyhártyákhoz viszonyított helyzetük határozza meg.
Az emberi idegrendszer részei és funkciói

## A központi idegrendszer burkai
Az agyat és a gerincvelőt három, hártyás lemez veszi körül, ezek az agyhártyák (meninges): nevezetesen a kemény agyhártya (pachymeninx) a (dura mater), és a lágy agyhártya (leptomeninx), amely a pókhálóhártyából (arachnoidea mater), és a felszínnel szorosan összenőtt rétegből (pia mater) áll.

### Dura mater
Az agyvelő kemény agyhártyája (dura mater encephali) két rétegből, a csonthártyai (endostealis) rétegből és az agyhártyai (meningealis) rétegből áll. Ezek szorosan összenőttek, kivéve néhány területet, ahol szétválva vénás dura öblöket (sinus durae matris) alkotnak. Az endostealis csonthártyai réteg a koponyacsontok belső felszínének csonthártyája. A koponya valamennyi nyílásának határán a koponyacsontok külső felszínének csonthártyájába megy át. A varratoknál folyamatos összeköttetésben van a varratok kötőszövetével. A csontokhoz a legerősebben a koponyaalapon tapad. Az agyhártyai réteg a tulajdonképpeni dura mater. Ez egy tömött, erős rostos hártya, amely befedi az agyat és az öreglyukon (foramen magnumon) keresztül folytatódik a gerincvelő kemény agyhártyájába (dura mater spinalisba). Cső alakú hüvelyeket képez az agyidegek kezdeti szakaszai számára, ahol azok átlépnek a koponya nyílásain. A koponyán kívül ezek a hüvelyek összeolvadnak az idegek külső rostos burkával (epineurium). Az agyhártyai réteg befelé négy sövényt képez, amelyek a koponyaüreget egymással szabadon közlekedő terekre osztják, ezekben helyezkednek el az agy nagyobb alegységei. A sövényeknek a szerepe az, hogy csökkentsék az agy elmozdulásait a fej mozgásával járó gyorsulások és lassulások alkalmával.
A nagyagysarló (falx cerebri) a dura maternek egy sarló alakú redője, amely a középsíkban a két agyfélteke között helyezkedik el. Elülső keskeny vége csontos tarajokon a (crista frontalis internán) és a (crista gallin) rögzül. Széles hátsó része a középvonalban a kisagysátor (tentorium cerebelli) felső felszínével kapcsolódik össze. A felső nyílirányú vénás öböl (sinus sagittalis superior) felső rögzített szélében fut; az alsó nyílirányú vénás öböl (sinus sagittalis inferior) az alsó, konkáv szabad szélében fut; és az egyenes öböl (sinus rectus) pedig a kisagysátorral való kapcsolódása mentén.
A kisagysátor (tentorium cerebelli) egy félhold alakú dura lemez, amely sátortetőszerűen befedi a hátsó koponyagödröt. Befedi a kisagy felső felszínét, és alátámasztja az agyféltekék nyakszirti lebenyeit. Az elülső szélén egy nyílás van, az (incisura tentorii), a középagy (mesencephalon) áthaladására. A halántékcsont sziklacsonti részének csúcsa közelében a kisagysátor alsó lemeze előre kiöblösödik, és egy tasakot képez a háromosztatú agyideg (nervus trigeminus) [V.] és érző idegdúca (ganglion trigeminale) részére. A nagyagysarló és a kisagysarló a kisagysátor felső, illetve alsó felszínéhez rögzül. Az egyenes vénás öböl (sinus rectus) a kisagysátor és a nagyagysarló összekapcsolódása mentén halad; a felső sziklacsonti vénás öböl (sinus petrosus superior) a kisagysátor sziklacsonti tapadása mentén fut; a haránt vénás öböl (sinus transversus) pedig a nyakszirtcsonti tapadása mentén. A dura maternek egy kis, kerek redője (diaphragma sellae) a töröknyerg tetejét képezi. A közepén lévő kis nyíláson halad át az agyalapi mirigy (hypophysis cerebri) nyele.

#### A dura idegellátása
A háromosztatú agyidegből (trigeminus) [V.], a bolygóidegből (vagus) [X.], az első három nyaki gerincvelői idegből és a szimpatikus idegdúcláncból (truncus sympathicus) futnak ágak a dura materhez. A durában számos érző idegvégződés van, amelyek feszülésre érzékenyek, ingerlésük fejfájást okoz. A háromosztatú ideg (nervus trigeminus) [V.] érző végződéseinek ingerlése a kisagysátor szintje fölött a fejnek egy azonos oldali bőrterületére kisugárzó fájdalmát idézi elő. A duralis idegvégződések ingerlése a kisagysátor szintje alatt olyan fájdalomhoz vezet, amely a nyak és a fejsisak (skalp) hátsó részébe sugárzik.

#### A dura vérellátása
Számos artériális érág látja el a kemény agyhártyát (dura mater). Klinikai szempontból a legfontosabb a középső agyhártyai verőér (arteria meningea media), amely károsodhat fejsérülések esetén és epiduralis vérzést okozhat. A meningealis vénák a dura endostealis lemezében vannak. A vena meningea media követi az arteria meningea media ágait és a röpnyúlványi vénás fonatba ömlik. A vénák az artériáktól lateralisan helyezkednek el.

#### A dura vénás öblei

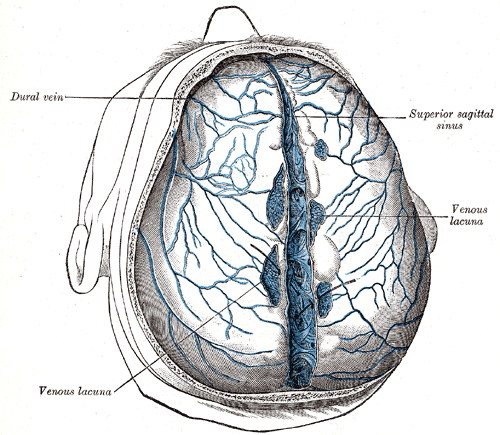
Agyfelszíni vénák és a felső nyílirányú (sagittalis) vénás öböl.

A koponyaüreg vénás öblei (sinus durae matris) a dura mater lemezei között helyezkednek el. Fő funkciójuk az agy vénáiból összeszedni a vért, valamint felvenni az agy-gerincvelői folyadékot (liquor cerebrospinalis) a subarachnoidalis térből (spatium subarachnoideum). A duralis vénás öblökből a vér végül is a nyaki mély vénákba (vena jugularis interna) ömlik. A duralis vénás öblöket endothelium béleli, faluk vastag, de izomszövetet nem tartalmaz. Nincsenek bennük billentyűk. A koponyacsontokat átfúró nyílásokban áthaladó vénák (venae emissariae), amelyek szintén billentyű nélküliek, a duralis vénás sinusokat összekötik a koponyacsontok a szivacsos csontállományának vénáival (venae diploicae) és a skalp vénáival. A felső sagittalis öböl (sinus sagittalis superior) a nagyagysarló felső, rögzülő szélében van. Hátrafelé fut, barázdát okozva a koponyatető belső felszínén, és a nyakszirtcsont belső kidudorodásánál (protuberantia occipitalis interna) egyik vagy másik oldal felé (általában jobbra) kitér és folytatódik a megfelelő oldali haránt öbölbe (sinus transversus). A sinus kis nyílásokon keresztül összeköttetésben áll két vagy három oldalsó, szabálytalan alakú, lapos vénás kiöblösödéssel mindkét oldalon. Számos pókhálóhártya-boholy (villi arachnoidales) és szemcsés nyúlvány (granulationes arachnoidales) nyomul be a vénás öblökbe és oldalsó kitüremkedéseibe (lacuna), ahova venae diploicae és venae meningeales is beömlenek. A sinus sagittalis superior lefutása közben fölveszi a felső agyi vénákat (vena cerebri superior). A protuberantia occipitalis internánál kitágulva az öbölösszeömlést (confluens sinuum) alkotja. Itt a (sinus sagittalis superior) általában a jobb oldali (sinus transversusba) folytatódik; összeköttetésben áll az ellenoldali sinus transversussal és felveszi a nyakszirti vénás öblöt (sinus occipitalis). Az alsó sagittalis öböl (sinus sagittalis inferior) a kisagysarló alsó szabad szélét foglalja el. Hátrafelé fut és a nagy agyi visszérhez (vena cerebri magna) csatlakozik a kisagysátor szabad szélénél, és az egyenes vénás öblöt (sinus rectus) képezik. Néhány agyi vénát vesz fel az agyfélteke medialis felszínéről. Az egyenes öböl (sinus rectus) a nagyagysarló és a kisagysátor összekapcsolódásának vonalát foglalja el. Az alsó sagittalis vénás öböl (sinus sagittalis inferior) és a nagy agyi véna (vena cerebri magna) összeömlésével jön létre. Balra (néha jobbra) kanyarodva végződve a haránt vénás öböl (sinus transversus) alkotásában vesz részt. A haránt öblök (sinus transversusok) páros képletek és a nyakszirtcsont belső kidudorodásánál (protuberantia occipitalis interna) kezdődnek. Mindkét sinus a kisagysátor rögzült részében van, vájatot okozva a nyakszirtcsonton és a falcsont hátsó-alsó szögletén. Lefelé kanyarodva végződnek, mint szigma öblök (sinus sigmoideus). A szigmaöblök (sinus sigmoideus) a haránt vénás öblök (sinus transversus) közvetlen folytatásai. A kétoldali torkolati nyílás (foramen jugulare) hátsó részén keresztül lépnek ki a koponyaüregből, folytatódnak a mély nyaki véna (vena jugularis interna) felső kiöblösödő kezdeti szakaszába. A barlangos vénás öblök (sinus cavernosus) a középső koponyagödörben, az ékcsont testének két oldalán helyezkednek el. Belső terüket számos kötőszövetes gerenda hidalja át, amitől szerkezetük szivacsra emlékeztetővé válik. Mindkét sinus elöl, a felső szemgödri hasadéknál kezdődik és hátrafelé a halántékcsont sziklacsonti részének csúcsáig terjed. A belső fejverőér (arteria carotis interna) körülvéve a szimpatikus fonatával, előre fut a sinuson keresztül. A távolító ideg (nervus abducens) [VI.] szintén áthalad a sinuson. Az belső fejverőeret és az ideget a vértől endothelium borítás választja el. A közös szemmozgató ideg (oculomotorius) [III.], a sodorideg (trochlearis) [IV.] valamint a háromosztatú ideg (trigeminus) [V.] szemüregi (nervus ophtalmicus) [V/1.] és felső állcsonti (nervus maxillaris) [V/2.] ágai a sinus oldalfalában futnak előre. A dura mater lemeze és az endothelium borítás között helyezkednek el. (Mindkét sinus cavernosusnak fontos összeköttetése van a vena facialissal a vena ophtalmica superioron keresztül. Ezen az úton tudnak az arc bőrének fertőzései ráterjedni a sinus cavernosusokra.)

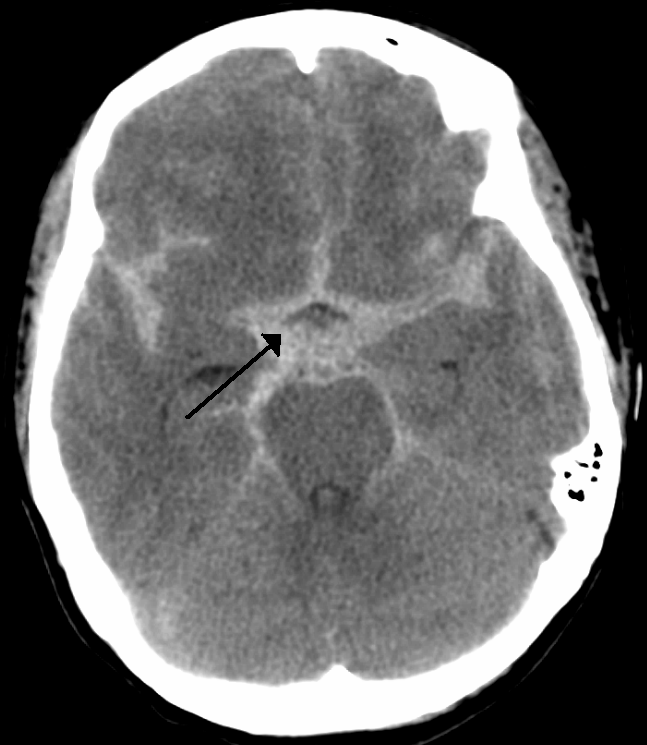
Egy subarachnoidealis vérzés CT felvétele

### A pókhálóhártya és a központi idegrendszeri folyadék
Az pókhálóhártya (arachnoidea mater) egy finom, impermeábilis hártya, amely az agyat borítja, belső oldalán a pia mater, külső oldalán a dura mater található. A dura matertől egy, potenciálisan valódi térré táguló, folyadékkal kitöltött vékony rés, a szubdurális rés (spatium subdurale) választja el; a pia matertől a subarachnoidealális tér (spatium subarachnoideum) választja el, amelyet agy-gerincvelői folyadék (liquor cerebrospinalis) tölt ki. A pókhálóhártya (arachnoidea) külső és belső felszínét lapos mesothelium sejtek borítják. A pókhálóhártya áthidalja az agy felszíni barázdáit, és bizonyos helyeken a az arachnoidea és a pia mater között tágasabb terek is kialakulnak, ezek a ciszternák (cisterna subarachnoidea). A cisterna cerebellomedullaris a kisagy alsó felszíne és a negyedik agykamra teteje között helyezkedik el. A cisterna interpeduncularis a két agykocsány (pedunculus cerebri) között van. A cisternák és a subarachnoideális tér többi része között is folytonos kapcsolat van. Bizonyos helyeken az arachnoidea benyúlik a vénás sinusokba és bolyhokat, (villi arachnoideae) képez. A villi arachnoideae a legnagyobb számban a sinus sagittalis superior mentén fordulnak elő. Halmazaik a (granulationes arachnoideae). A villi arachnoideae szolgálnak az agy-gerincvelői folyadéknak a véráramba történő visszadiffundálására. Az arachnoideát a folyadékkal kitöltött subarachnoideális téren keresztül finom kötőszövetes fonalak kötik össze a pia materrel. Mindazon képleteknek, amelyek az agytól a koponyáhozához vagy annak nyílásaihoz, illetve az ellenkező irányba futnak, át kell haladniuk a subarachnoidealis téren. Minden agyfelszíni artéria és véna a subarachnoidealis térben található, mint ahogy az agyidegek is. Az arachnoidea összeolvad az idegek epineuriumával, ahol azok kilépnek a koponyából. A látóideg (nervus opticus) esetében, az arachnoidea egy hüvelyt képez az ideg körül, amely a canalis opticuson keresztül kíséri az ideget az orbitába, és ott összeolvad a szemgolyót borító ínhártyával (sclera). Ily módon, a subarachnoidealis tér a látóideg mentén egészen a szemgolyóig kiterjed. Az agyi-gerincvelői folyadékot a plexus choroideusok termelik az oldalkamrákban és a harmadik és negyedik agykamrákban. Az agy kamrarendszeréből a negyedik agykamra tetején lévő nyílásokon keresztül jut ki és bekerül a subarachnoidealis térbe. Itt kering mind fölfelé az agyféltekék felszínén, mind lefelé a gerincvelő körül. A spinalis subarachnoidealis tér leterjed egészen a második keresztcsonti csigolya magasságáig. Végül a folyadék visszaszívódik a véráramba, úgy hogy a (villi arachnoideae) falán keresztül a sinusok vénás vérébe diffundál. Amellett, hogy eltávolítja a neuronok működése során keletkező anyagcsere végtermékeket, az agy-gerincvelői folyadék (liquor cerebrospinalis) egy olyan folyékony közeget képez, amelyben az agy lebegve úszik. Ez az elrendezés hatékonyan védi agyat a traumás behatásoktól. Emellett a folyadék szerepet játszik a hormonális transzportban is.

### A pia mater
A (pia mater) egy erezett hártya, amelyet (lapos mesothelium) sejtek borítanak. Szorosan beborítja az agyat, befedi a gyrusokat és beterjed a legmélyebb barázdákba is. Beborítja az agyidegeket és összeolvad azok epineuriumával. Az agyállományba belépő agyi artériákat egy piából álló hüvely kíséri. A pia mater képezi a harmadik és negyedik agykamra tetején a (tela choroideát). Belső felszínét ependyma béleli. Részt vesz az agy oldalkamrái, valamint harmadik és negyedik agykamrái érfonatainak plexus choroideus alkotásában.

## A gerincvelő burkai

### Dura mater spinalis
A gerincvelő kemény agyhártyája (dura mater spinalis) egy tömött, erős, rostos lemez, amely körülveszi a gerincvelőt és a (cauda equinát).
Felfelé, az öreglukon keresztül összefügg a dura mater koponyaűri (meningealis) lemezével. Lefelé, a (filum terminaléval) a második keresztcsonti csigolya alsó szélének szintjében végződik. A durazsák a gerinccsatornában lazán helyezkedik el, a csatorna falától egy rés (spatium epidurale) választja el. Ez laza zsíros kötőszövetet valamint a gerinc belső vénás fonatát (plexus venosus vertebralis internus) tartalmazza. A (dura mater) minden gerincvelői ideggyököt követve tölcsérszerűen kitüremkedik és folytatólagosan átmegy a gerincvelői ideg kötőszövetes hüvelyébe (epineurium). Belső felszíne az (arachnoidea materrel) érintkezik.

### Arachnoidea mater spinalis
Ez (arachnoida mater spinalis) egy finom, impermeabilis hártya, amely beborítja a gerincvelőt, és a belső ( pia mater) és a külső (dura mater) között található. A pia matertől egy tág tér, a (spatium subarachnoideum) választja el, amelyet agy-gerincvelői folyadék (liquor cerebrospinalis) tölt ki. A teret számos finom kötőszövetes köteg hidalja át. Felfelé folytatódik az agyat borító arachnoideába. Lefelé a (filum terminaléval) a második keresztcsonti (sacralis) csigolya alsó szélének magasságában végződik. Követi a gerincvelői idegek gyökereinek kezdeti szakaszát, és kis oldalsó kitüremkedéseket képez a (subarachnoidealis) téren.

### Pia mater spinalis
A (pia mater spinalis) egy erezett hártya, amely szorosan beborítja a gerincvelőt, és mindkét oldalon az ideggyökerek között megvastagodva alkotja a fogazott szalagot (ligamentum denticulatum), amely oldal felé futva az (arachnoideához) és a (durához) rögzül. A gerincvelő ezen a módon felfüggesztve rögzül a dura zsákjának közepén. A (pia mater) minden gerincvelői gyökeret követ, és folytatólagosan kapcsolódik minden gerincvelői ideg kötőszövetes hüvelyéhez.

### Vérzések

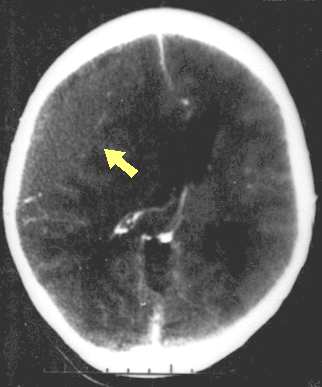
Egy nem traumás eredetű epiduralis vérömleny (nyíl) CT felvétele.

## Betegségei

### Koponyaűri vérzés
Koponyaűri vérzést eredményezhet trauma vagy agyi érkárosodás. Négy változatát kell figyelembe vennünk:
1. epiduralis,
2. subduralis,
3. subarachnoidealis és
4. intracerebralis formát.

#### Epiduralis vérzés
A középső agyhártyai verőér (arteria meningea media), amely károsodhat fejsérülések esetén és epiduralis vérzést okozhat.

#### Subduralis vérzés

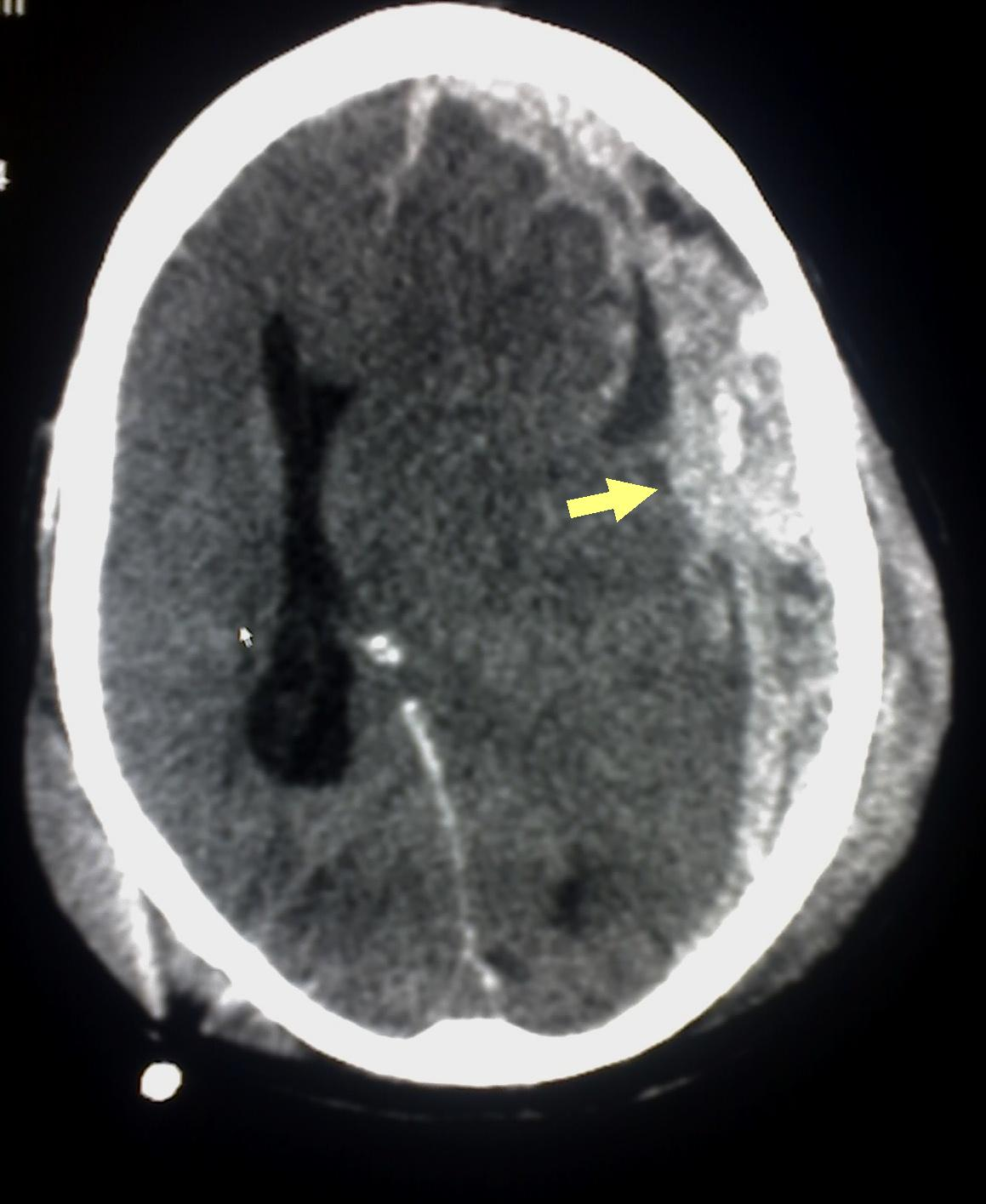
Traumás eredetű szubduralis vérzés (nyíl) képe

A kemény agyhártya és a pókhálóhártya között fellépő vérzések és ebből következő vérömlenyek. A subduralis rést áthidaló vénák (hídvénák) traumás károsodási okozzák. Idős korban a trauma mértéke szinte nem is észlelhető, mert a sorvadt agy mozgékonysága megnövekszik a kitágult folyadéktérben, a vénák szakadékonysága pedig fokozódik. (Elég lehet egy ebéd utáni elbóbiskolás, amikor a fej enyhén az asztalhoz ütődik). Életveszélyes állapotot eredményez.

#### Subarachnoidealis vérzés
A subarachnoidealis vérzés általában az agyalapi artériás gyűrű (circulus arteriosus) veleszületett tágulatának (aneurysma) szivárgásának vagy megrepedésének a következménye, vagy ritkábban egy érdaganatból (angioma) vagy az agy és az agyhártyák zúzódásából és szakadásából származik. A tünetek hirtelen lépnek fel, ezek közé tartozik súlyos fejfájás, a tarkómerevség és az eszméletvesztés. A diagnózis CT vizsgálattal állapítható meg. A pókhálóhártya alatti (subarachnoidealis) térben lévő vérömleny sugárelnyelő (denz) területként azonosítható. A gerinccsapolás (lumbálpunkció) útján levett agy-gerincvelői (cerebrospinalis) folyadék erős véres elszíneződése szintén diagnosztikus értékű, de ezt a módszert napjainkra már a CT váltotta fel.

#### Cerebrális vérzés
Az agyállomány bevérzését általában egy sérülékeny (atheromás);  artéria repedése okozza, és leggyakrabban magas vérnyomásos pácienseknél fordul elő. Általában középkorú személyeknél jelentkezik, és gyakran a vékony falú arteria lenticulostriatán, amely az arteria cerebri media ága. A belső tokban (capsula interna) futó fontos akaratlagos mozgató (corticonuclearis és corticospinalis) rostok károsodnak, ami a test ellenkező oldalán féloldali bénulást okoz.
A páciens azonnal elveszti az eszméletét, és a bénulás nyilvánvaló, amikor eszméletét visszanyeri. Bizonyos esetekben a vérzés betör az oldalkamrába, aminek a következményei a mélyebb eszméletlenség és agyi-gerincvelői károsodások (corticospinalis léziók) tünetei a test mindkét oldalán. Vérzés bekövetkezhet a hídban és a kisagyban is.
Háromféle koponyaűri vérzés áll kapcsolatban az agyhártyákkal:
- A (subarachnoidealis vérzés) a pókhálóhártya alatti akut vérzés, amely bekövetkezhet spontán vagy trauma hatására.
- A (subduralis hematoma) egy olyan vérömleny, amely a pókhálóhártya és a dura mater között helyezkedik el. Az okozza, hogy – általában sérülés hatására – a dura matert és a pókhálóhártyát összekötő apró vénák elszakadnak.
- Az (epiduralis vérömleny) szintén keletkezhet baleset hatására vagy létrejöhet spontán.

### Gyulladások és daganatok
Az agyhártyákat érintő kóros állapotok közül megemlítendők a gyulladások (meningitis), amelyeket okozhat gombás, bakteriális, vagy vírusos fertőzés, valamint az agyhártyák daganatai, amelyek kiindulhatnak magukból az agyhártyákból (meningioma), vagy lehetnek a test más részén képződött rosszindulatú daganatok áttétei (metastasis).

## Képgaléria

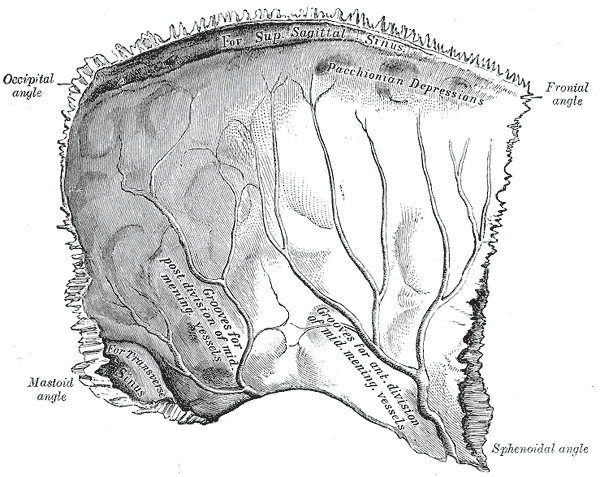
Bal oldali falcsont. Belső felszín
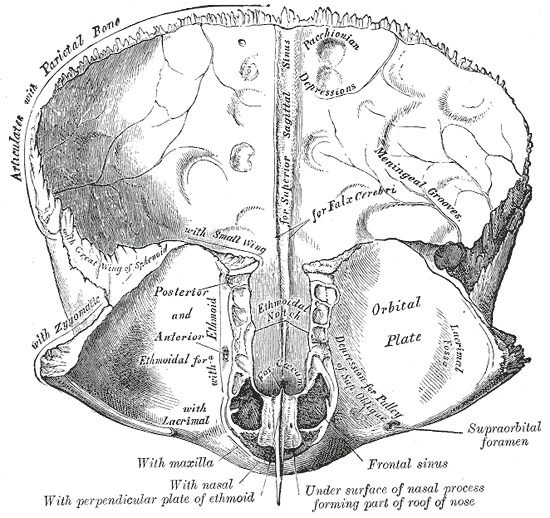
Homlokcsont. Belső felszín.
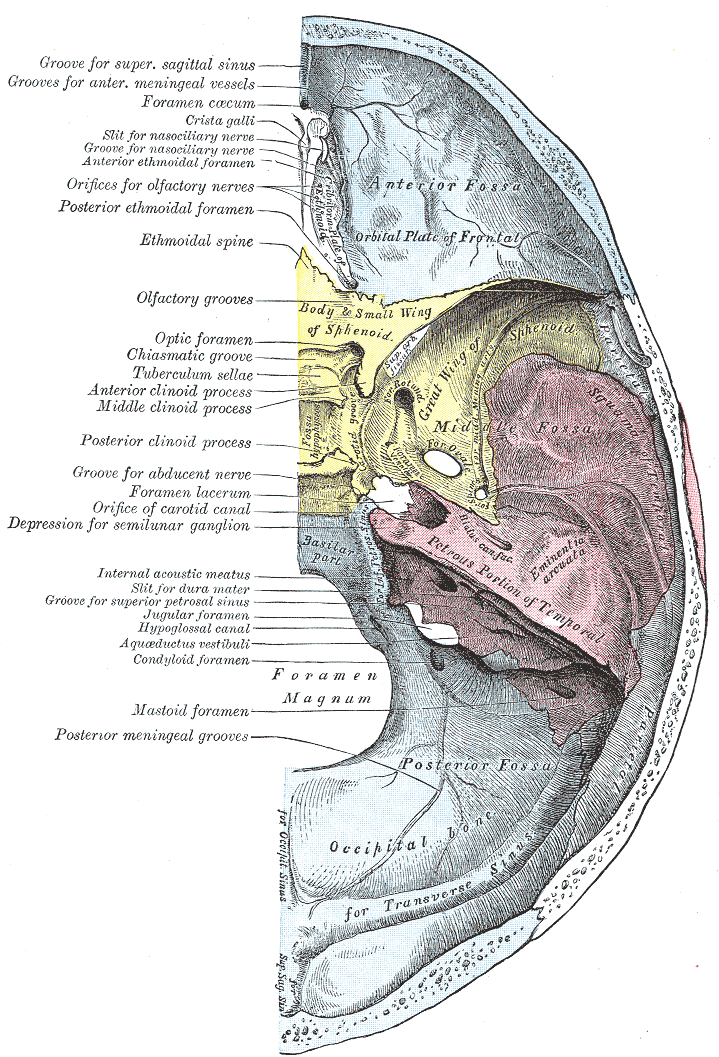
Koponyaalap. Felső felszín.
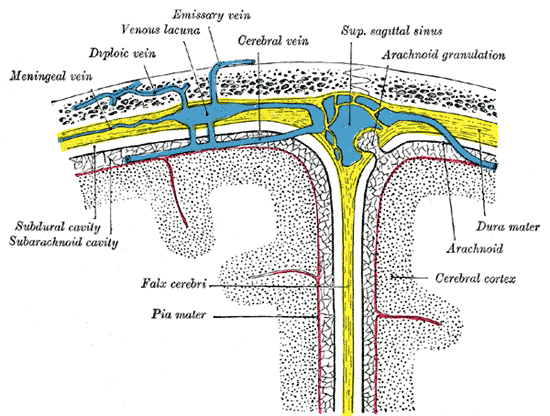
A koponyatető keresztmetszetének vázlatos rajza, az agyhártyák feltüntetésével, stb.
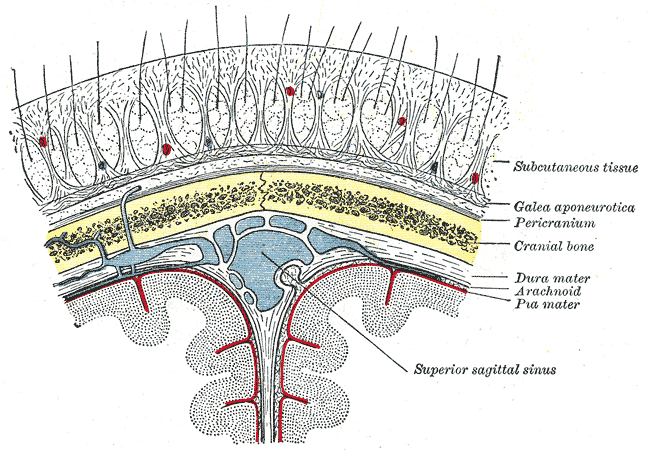
A koponyatető bőrének (skalp) és az alatta lévő képződményeknek vázlatrajza.
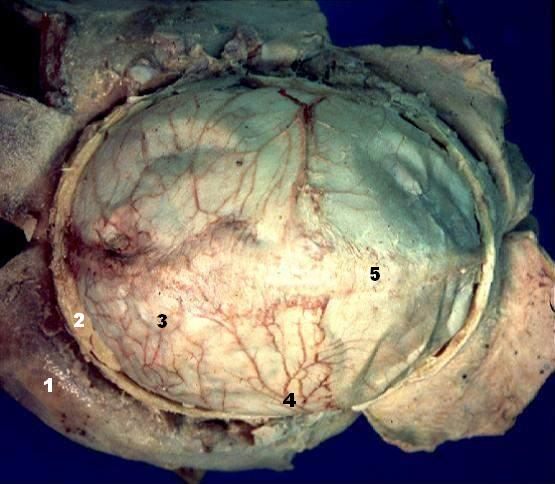
Emberi agy, dura mater